# Hünensteine bei Axstedt
Die Hünensteine bei Axstedt liegen nordwestlich des Dorfes Axstedt in der Samtgemeinde Hambergen im Elbe-Weser-Dreieck in Niedersachsen am Hünengräberweg in den Resten eines ehemaligen Hügels. Das Ganggrab mit der Sprockhoff-Nr. 620 entstand zwischen 3500 und 2800 v. Chr. in der Jungsteinzeit als Megalithanlage der Trichterbecherkultur (TBK). Das Ganggrab ist eine Bauform jungsteinzeitlicher Megalithanlagen, die aus einer Kammer und einem baulich abgesetzten, lateralen Gang besteht. Diese Form ist primär in Dänemark, Deutschland und Skandinavien, sowie vereinzelt in Frankreich und den Niederlanden zu finden. Neolithische Monumente sind Ausdruck der Kultur und Ideologie jungsteinzeitlicher Gesellschaften. Ihre Entstehung und Funktion gelten als Kennzeichen der sozialen Entwicklung.

## Beschreibung
Die zwölf seitlichen Tragsteine und die beiden Schlusssteine der acht Meter langen und 1,4 Meter breiten Kammer (Typ Emsländische Kammer) sind größtenteils in situ erhalten. Von den ehemals sechs Decksteinen ist nur noch der am Westende der Kammer erhalten. Der Zugang zur Kammer lag in der Mitte der Südseite, zwei Tragsteine des Ganges sind erhalten.
In der Zeit um die Jahrhundertwende wurde verschiedentlich in der Kammer gegraben. Dabei wurden einige Keramikfragmente gefunden, wesentliche Befunde sind jedoch nicht überliefert.

Hünensteine bei Axstedt
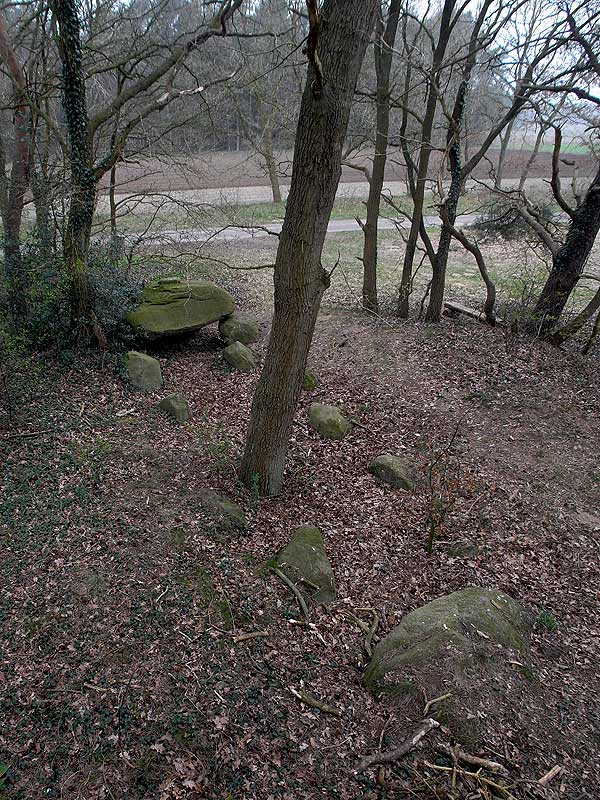
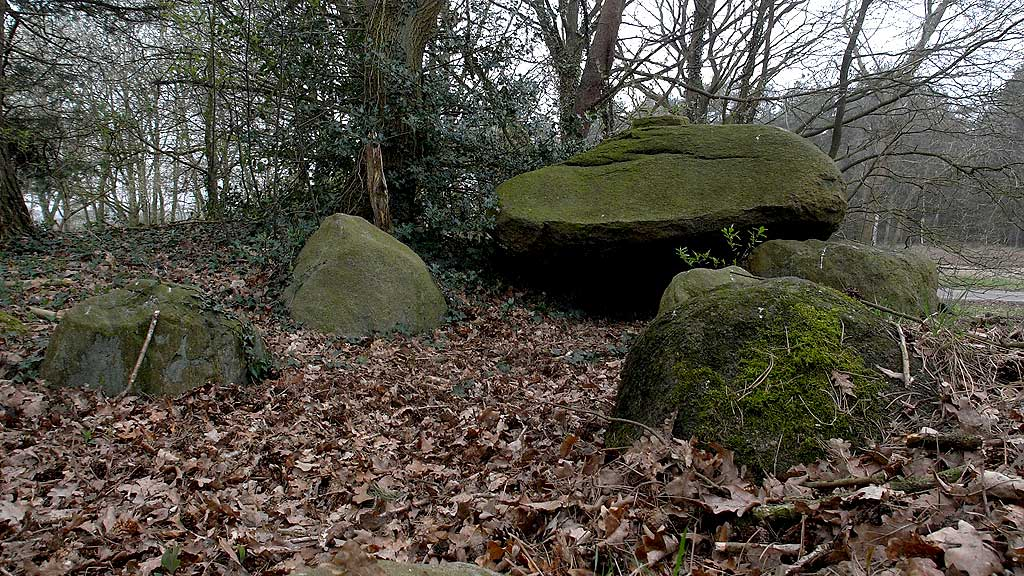